# Teilhet (Puy-de-Dôme)
Teilhet is een gemeente in het Franse departement Puy-de-Dôme (regio Auvergne-Rhône-Alpes) en telt 294 inwoners (1999). De plaats maakt deel uit van het arrondissement Riom.

## Geografie
De oppervlakte van Teilhet bedraagt 18,8 km², de bevolkingsdichtheid is 15,6 inwoners per km².
De onderstaande kaart toont de ligging van Teilhet (Puy-de-Dôme) met de belangrijkste infrastructuur en aangrenzende gemeenten.

## Demografie
Onderstaande figuur toont het verloop van het inwonertal (bron: INSEE-tellingen).